# Centro de Tecnologia McLaren

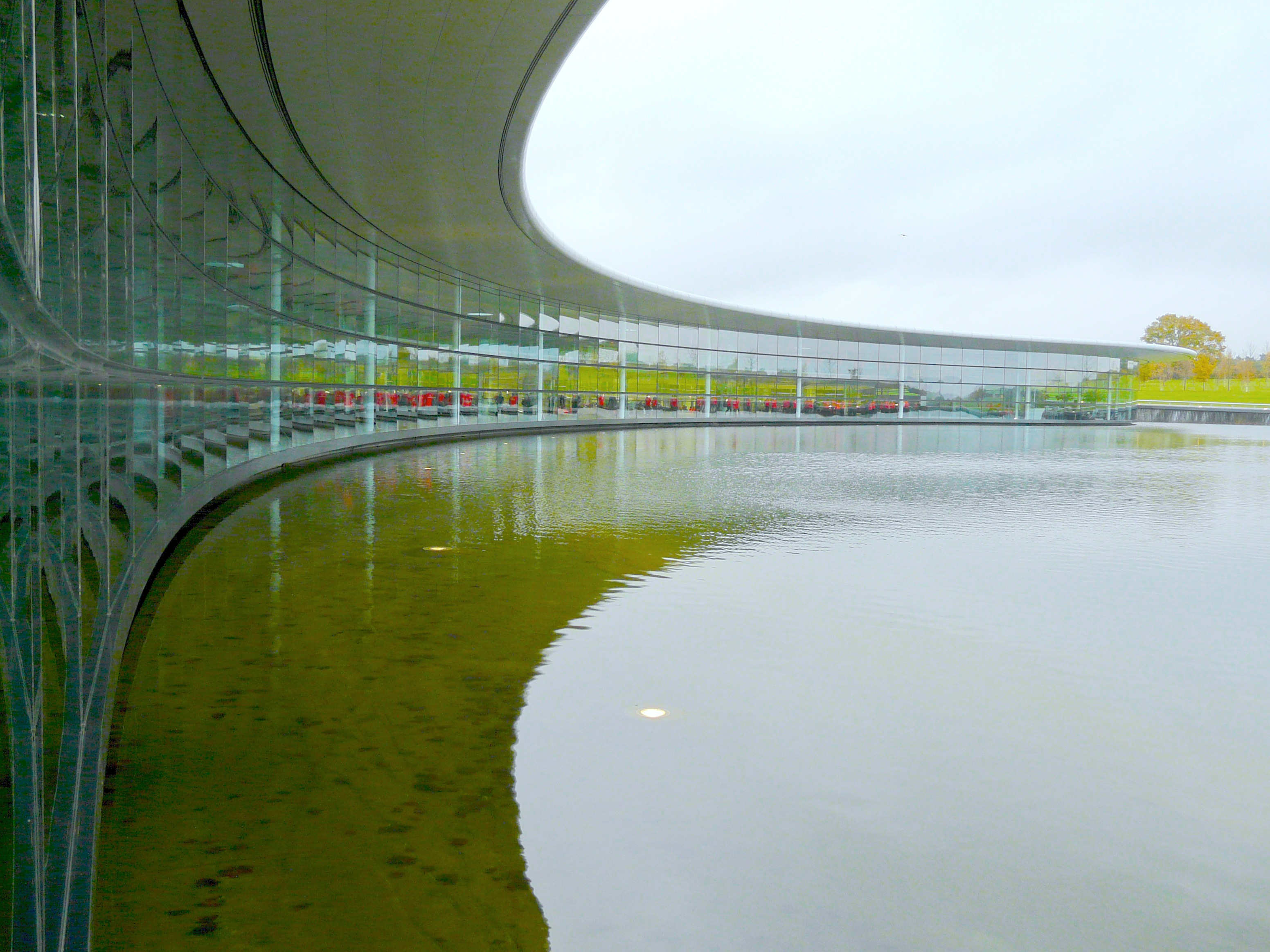

O Centro de Tecnologia McLaren (em inglês:McLaren Technology Centre) é a sede do grupo de Fórmula 1 McLaren localizada em Woking, no condado de Surrey.
Foi projetado pela Foster and Partners em 1999, e concluído em 2003 numa área de 500 mil metros quadrados. Com esse projeto, a Foster and Partners foi nomeada para o Prémio Stirling de 2005, que foi ganho por Enric Miralles.
Cerca de mil pessoas trabalham no local. O prédio também possui um lago artificial que completa o semicírculo formado pelo prédio, com 500 mil metros cúbicos de água.